# Aleh Loban
Aleh Loban (* 15. Januar 1985) ist ein belarussischer Gewichtheber.

## Karriere
Loban war 2004 Junioren-Europameister und 2005 Junioren-Vize-Weltmeister. Bei den Weltmeisterschaften erreichte er 2006 den achten Platz in der Klasse bis 105 kg. 2007 wurde er bei den Europameisterschaften Fünfter. Bei einer Trainingskontrolle wurde er 2009 positiv auf Metandienon getestet und für zwei Jahre gesperrt. Nach seiner Sperre wurde er bei den Europameisterschaften 2013 Sechster. Bei den Weltmeisterschaften im selben Jahr gewann er im Reißen Bronze, im Stoßen gelang ihm allerdings kein gültiger Versuch. 2015 erreichte er bei den Europameisterschaften erneut den sechsten Platz.